# Heinrich Strohmeyer

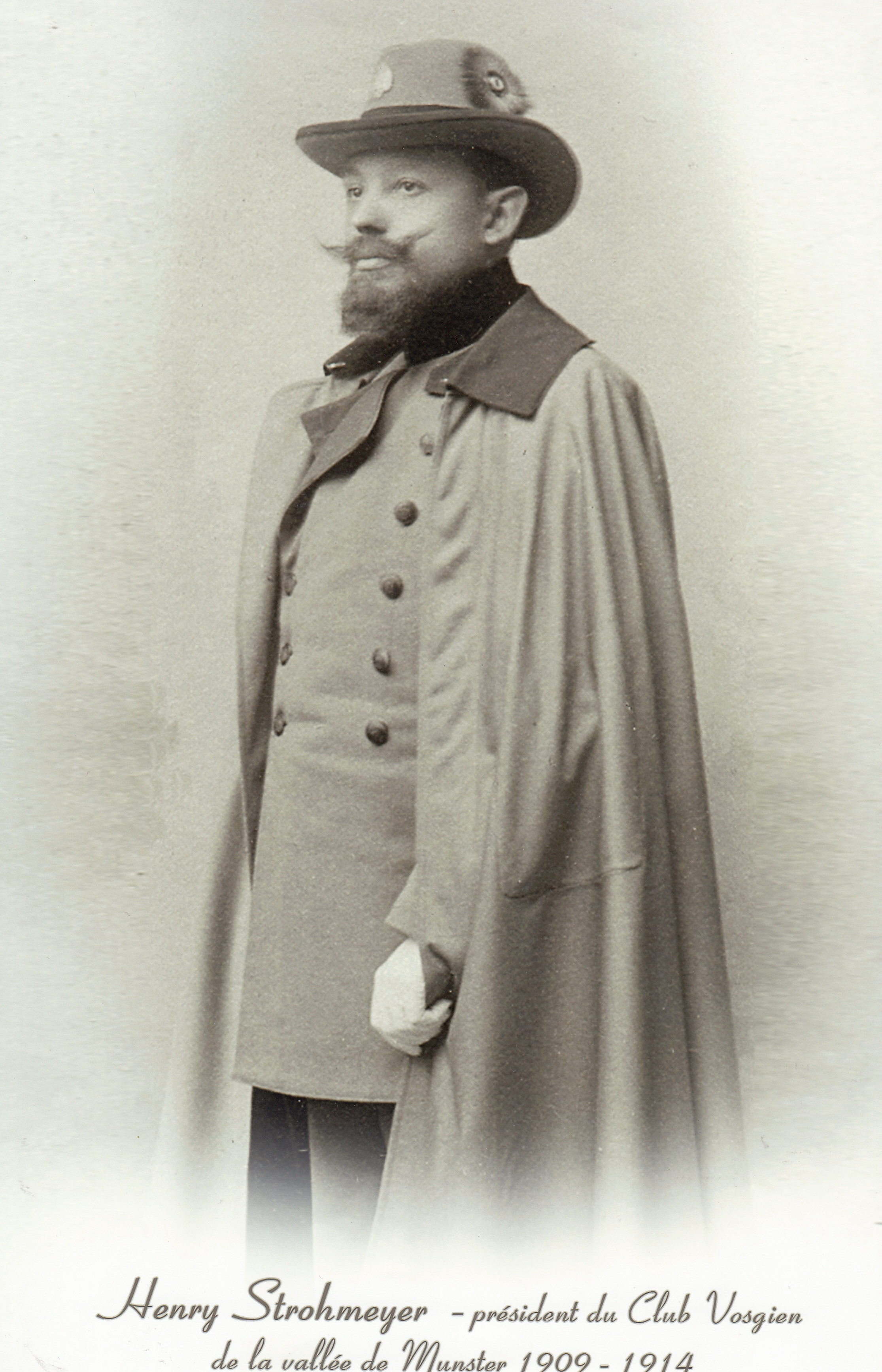
Oberförster Heinrich Strohmeyer

Heinrich Strohmeyer (* 2. April 1871 in Horbach, Landkreis Gelnhausen; † 18. März 1955 in Marburg) war Oberförster in Munster im Elsass und später Ministerialrat der Reichsregierung in Berlin. Nach ihm wurde der von ihm erbaute Strohmeyerpfad benannt.

## Herkunft, Schule, Studium und Forschung
Im Alter von drei Monaten zog Heinrich Strohmeyer im Jahr 1871 mit seinen Eltern nach St. Amarin ins Elsass. Sein Vater Karl Strohmeyer wurde dort nach Ende des Deutsch-Französischen Krieges zum Oberförster für die Sektion Thann ernannt. Seine Mutter starb 1876, als er fünf Jahre alt war. Bis 1892 ging er in Thann und später in Hagenau zur Schule, wohin sein Vater in der Zwischenzeit versetzt worden war. Er absolvierte sein Studium in München und Straßburg und legte 1896 in Straßburg das Forstreferendar- und 1899 das Forstassessor-Examen ab.
Bereits 1892 war er als Eleve dem amerikanischen Forstentomologen Andrew Delmar Hopkins aus Washington vom Bureau of Entomology behilflich, als dieser für biologische Insektenbekämpfungsverfahren in Amerika geeignetes Material suchte. Spezielle Anregungen hatte er als Assistent im Institut des Forstzoologen August Pauly erhalten.
Sehr ausführlich beschäftigte er sich mit dem Borkenkäfer. In den Jahren 1907 bis 1916 veröffentlichte Oberförster Strohmeyer seine forstentomologischen Forschungsergebnisse. In naturwissenschaftlichen Zeitschriften und entomologischen internationalen Fachzeitschriften wurden seine detaillierten Beschreibungen mit Skizzen und Maßen vieler Borkenkäfer aus aller Welt veröffentlicht. Sämtliche Abmessungen wurden mikroskopisch mit dem Okular-Mikrometer festgestellt und von ihm beschrieben. Seine umfangreichen Sammlungen gingen an Institute bzw. Museen über.
Bei Ausbruch des Ersten Weltkriegs 1914 verließ Strohmeyer Munster und wurde nach Lothringen versetzt. Er war gezwungen das Elsass 1918 zu verlassen und zog nach Marburg an der Lahn, wo er mit 48 Jahren das Studium wieder aufnahm: Er promovierte  im Bereich der Naturwissenschaften (Zoologie, Botanik und Geologie) und verfasste eine Arbeit auf seinem entomologischen Spezialgebiet, der Forstinsektenkunde.
Forstliche Studienreisen führten ihn nach Dänemark, Algerien, Finnland, Schweden, Norwegen, Lappland, Italien, Spanien, Schweiz und Tschechoslowakei. Eine geplante Forschungsreise nach Ostafrika konnte er wegen des Kriegsausbruchs 1914 nicht mehr verwirklichen.

## Berufliche Laufbahn

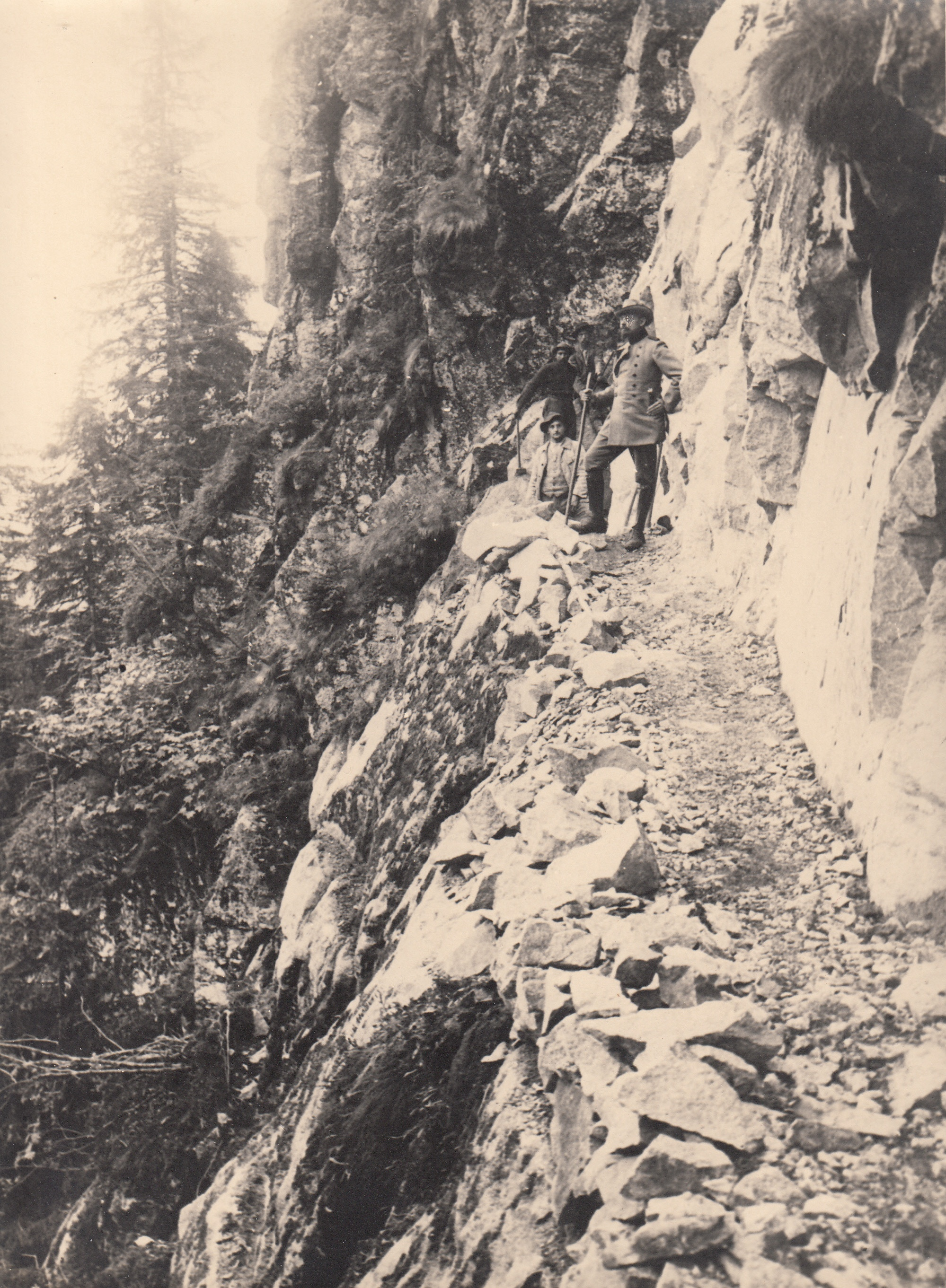
Heinrich Strohmeyer auf dem Felsenpfad

### Oberförster im Elsass (1907–1914)
Im Jahr 1907 wurde Strohmeyer als Oberförster nach Munster ins Elsass berufen, 1908 wurde er Präsident des Vogesen-Clubs Munster. Zu seinem Wirken als Vorsitzender gehörten die Realisierung der Arbeiten am Bau des Hirschsteinpfades (1908–1909) und des Felsenpfades (1910–1911) sowie die Teilnahme an vielen Konferenzen zur Flora und Fauna des Munstertals.
Der Felsenpfad wurde am 6. August 1911 feierlich eingeweiht und trug auf Wunsch der Mitglieder des Vogesen-Clubs Munster den Namen „Strohmeyerpfad“. Er verbindet den Col de la Schlucht mit Frankenthal und erstreckt sich ca. 2 km entlang der steilen Hänge des Vogesenkammes. Nach dem Ersten Weltkrieg wurde der Pfad auf den Namen Sentier des Roches umgetauft. Anlässlich der Feierlichkeiten zum 100-jährigen Bestehen des Pfades erhielt er wieder seinen ursprünglichen Namen.

### Tätigkeit in Berlin (1920–1936)

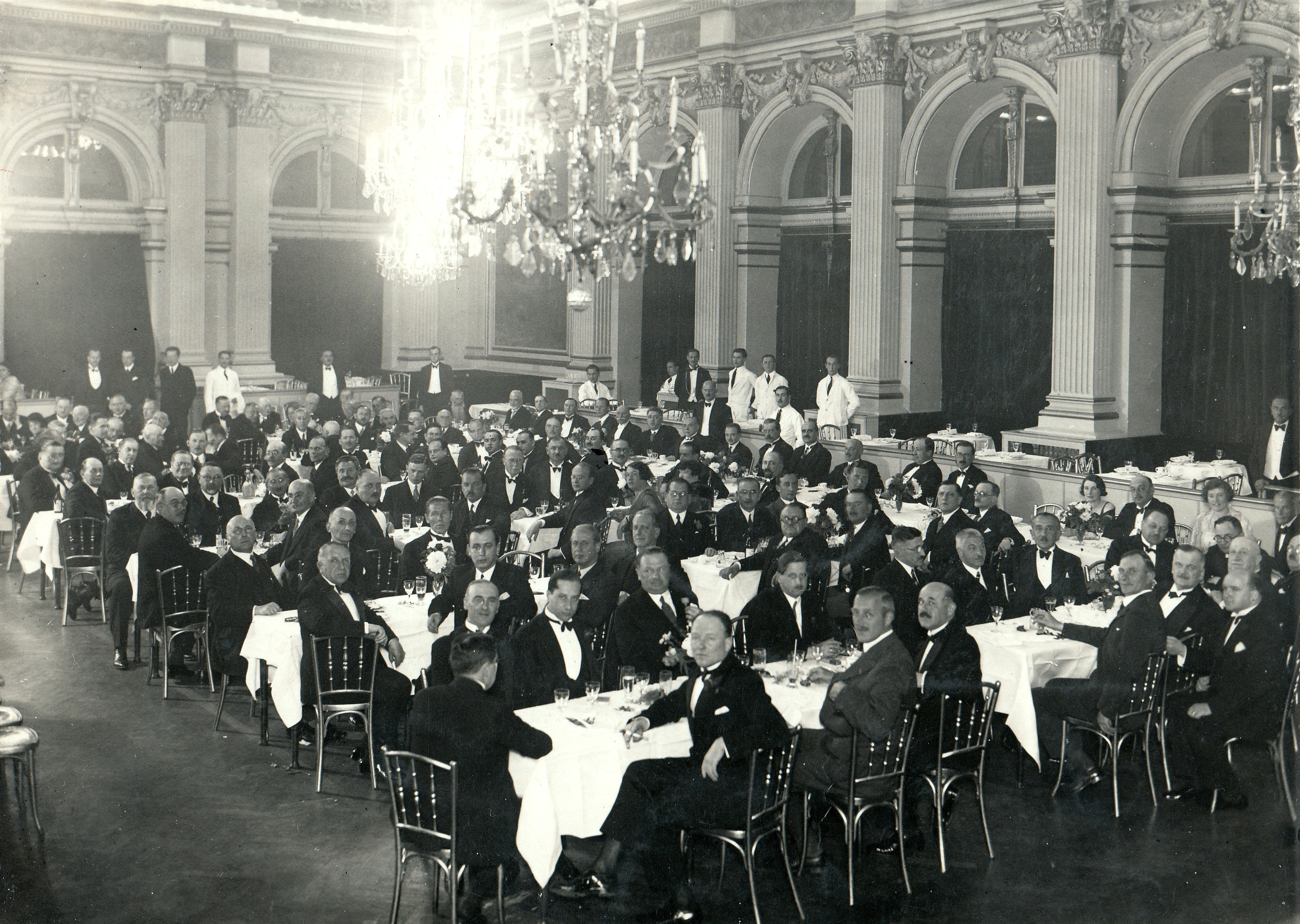
Internationaler Holz-Wirtschaftskongress, Wien 1926

1920 begann seine berufliche Laufbahn als forstpolitischer Referent in der Reichsregierung in Berlin im Reichsministerium für Ernährung und Landwirtschaft und endete als Reichsbeauftragter und Chef der Überwachungsstelle für Holz in Berlin. Er hatte sich binnen kurzer Zeit mit dem komplizierten Arbeitsgebiet vertraut gemacht und wurde schon bald nach Beginn seines Berliner Wirkens als deutscher Delegierter zu den Reparationsverhandlungen, die nach dem Ersten Weltkrieg in Paris stattfanden, entsandt. Bei diesen Verhandlungen spielten auch Holzlieferungen eine wesentliche Rolle. In den Versammlungen dieser Fachorganisationen trug Strohmeyer dazu bei, vorhandene Engpässe zu umgehen. Im Jahr 1924 wurde er zum Ministerialrat ernannt, nachdem er 1920 zum Regierungsrat und 1923 zum Oberregierungsrat ernannt worden war. Als Vertreter der Reichsregierung nahm er an vielen internationalen Verhandlungen und Kongressen teil. So in Paris, Rom, Warschau, Wien, wo er die Interessen der Deutschen Reichsregierung vertrat.
Im Jahr 1934 wurde die Überwachungsstelle für eine bessere Kontrolle der Holzein- und Ausfuhren sowie eine gerechtere Verteilung der Kontingente eingerichtet. Ministerialrat  Strohmeyer wurde mit Aufbau und Leitung dieser Behörde beauftragt. 1936, im Alter von 65 Jahren, trat er in den Ruhestand.

## Familie
Er heiratete am 9. Mai 1900 in Frankfurt am Main. Er hatte drei Söhne, die im Elsass geboren wurden.
Seinen Ruhestand verbrachte er in seinem Haus unterhalb des Schlosswaldes in Marburg an der Lahn bis zu seinem Tode im Jahre 1955. Seine Frau Mathilde starb bereits 1952.